# Найт, Эсмонд
Э́смонд Пе́нингтон Найт (англ. Esmond Penington Knight; 4 мая 1906 — 23 февраля 1987) — британский актёр театра, кино и телевидения.

## Биография
Родился в Восточном Шине, Суррей, умер в Лондоне. Начал свою карьеру на театральной сцене, а позже стал успешным актёром кино. Больше всего запомнился своими работами с режиссёрами Майклом Пауэллом и Эмериком Прессбургером. Он снялся в фильмах «Ringer» (1931), «Венские вальсы» (1933), «Контрабанда» (1940), «Черный нарцисс» (1947), «Красные башмачки» (1948), «Ричард III» (1955), «Радиолокатор» (1960), «Потопить «Бисмарк» (1960), «Зимняя сказка» (1968), «Робин и Мэриан» (1976), а также работал в сериале «Я, Клавдий» (1976) в роли Домиция.
Он участвовал во Второй мировой войне, служил артиллерийским офицером на линкоре «Принц Уэльский». Во время сражения в Датском проливе получил ранение, которое привело к временной слепоте.
Занимался также живописью. Был женат на актрисе Норе Суинбёрн с 1946 года до своей смерти. Их дочь, Розалин Найт, также стала актрисой, известной по многочисленным ролям в британских телесериалах. Внучка Эсмонда Найта Марианн Эллиот — театральный режиссёр, лауреат премии «Тони».

## Фильмография
| Год  |   | Русское название           | Оригинальное название             | Роль                      |
| ---- | - | -------------------------- | --------------------------------- | ------------------------- |
| 1934 | ф | Венские вальсы             | Waltzes from Vienna               | Иоганн Штраусс-младший    |
| 1944 | ф | Генрих V                   | Henry V                           | Флюеллен                  |
| 1947 | ф | Чёрный нарцисс             | Black Narcissus                   | старый генерал            |
| 1948 | ф | Гамлет                     | Hamlet                            | Бернардо                  |
| 1948 | ф | Красные башмачки           | The Red Shoes                     | Ливингстон «Ливи» Монтань |
| 1951 | ф | Река                       | The River                         | Отец                      |
| 1955 | ф | Ричард III                 | Richard III                       |                           |
| 1956 | ф | Елена Троянская            | Helen of Troy                     | Первосвященник            |
| 1957 | ф | Принц и танцовщица         | The Prince and The Showgirl       |                           |
| 1960 | ф | Подглядывающий             | Peeping Tom                       |                           |
| 1960 | ф | Потопить «Бисмарк»         | Sink the Bismarck!                | капитан Джон Лич          |
| 1965 | ф | Шпион, пришедший с холода  | The Spy Who Came in from the Cold | старый судья              |
| 1969 | ф | Тысяча дней Анны           | Anne Of The Thousand Days         |                           |
| 1976 | ф | Робин и Мэриан             | Robin and Marian                  | старый защитник           |
| 1984 | ф | Элемент преступления       | Forbrydelsens element             |                           |
| 1987 | ф | Супермен 4: В поисках мира | Superman IV: The Quest for Peace  | старик                    |